# ترولهتان
ترولهتان (بالسويدية: Trollhättan) (التلفظ السويدي: ‎[trɔlhɛtan]‏) هي مدينة سويدية ومركز بلدية ترولهيتن في محافظة وسترا يوتالاند في السويد، يبلغ عدد سكانها 46,457 نسمة في عام 2010. تبعد 75 كم شمال ثاني أكبر مدن السويد، غوتنبرغ.
تضم المدينة المنصع شركة ساب للسيارات.

## معرض صور

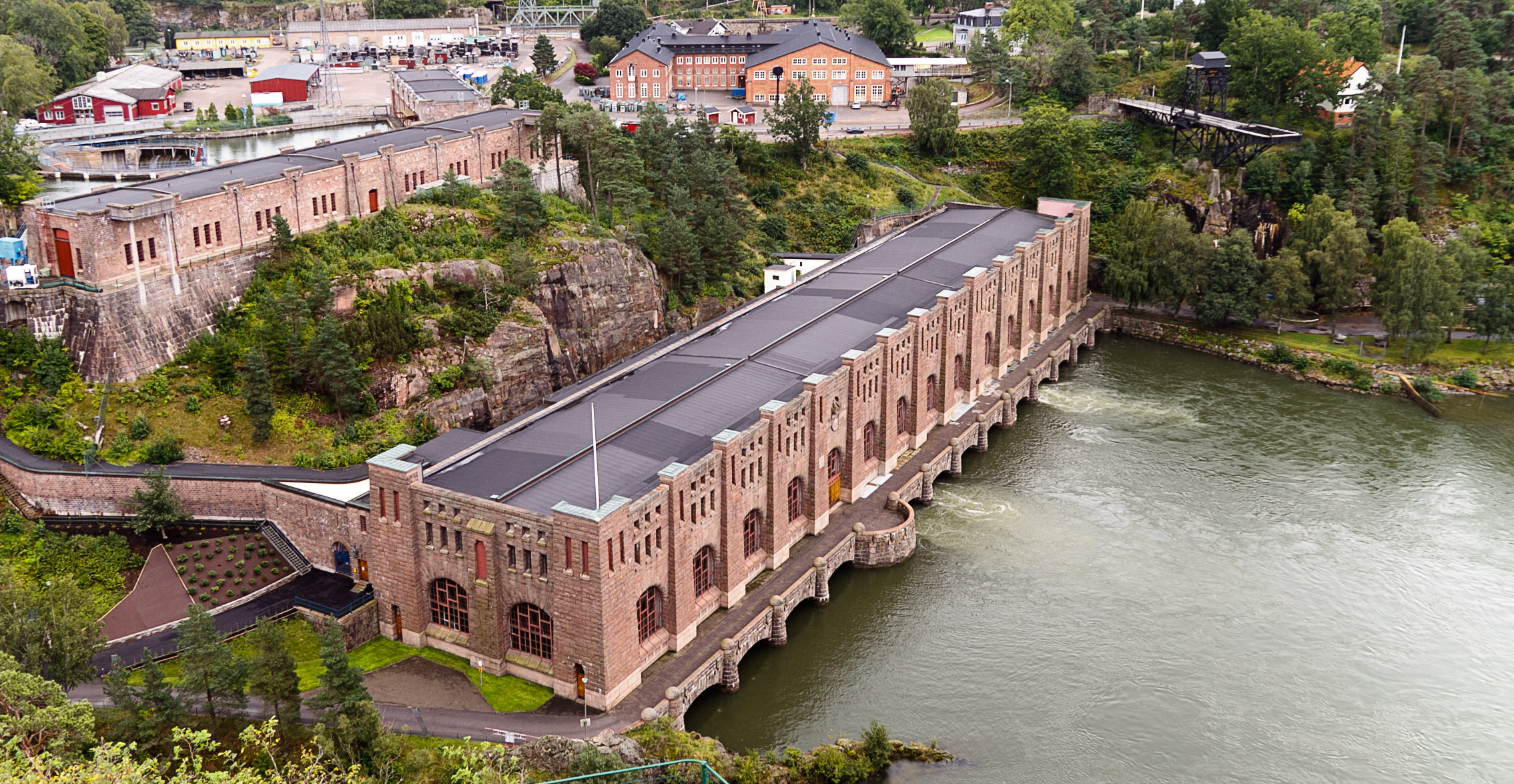
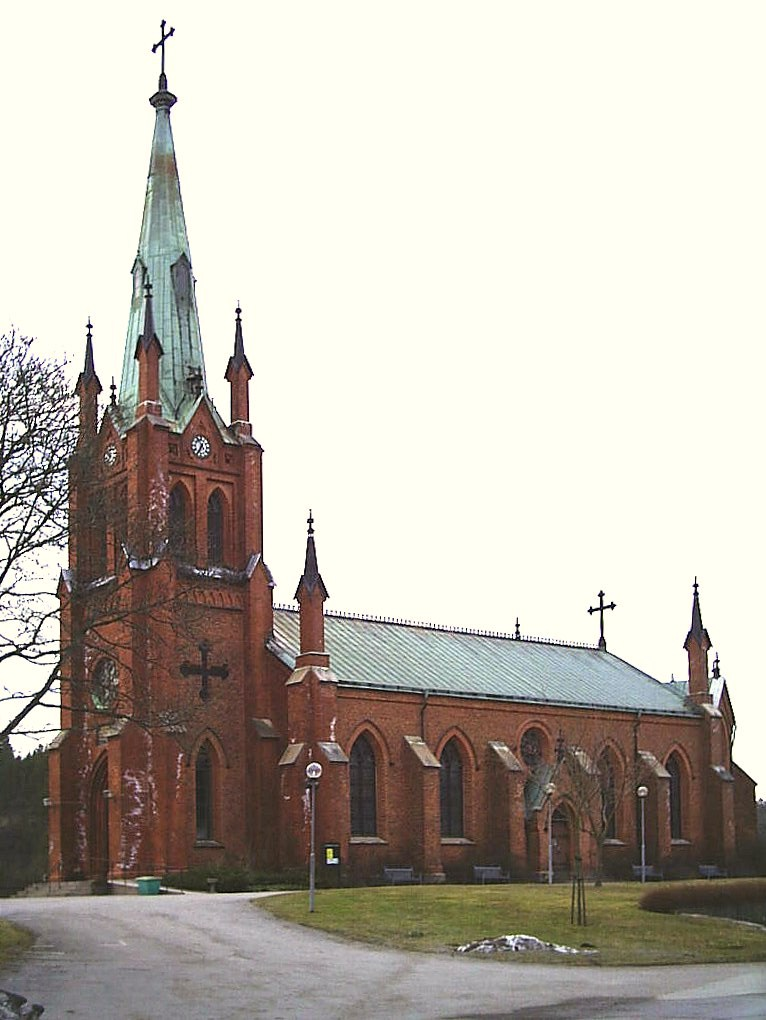
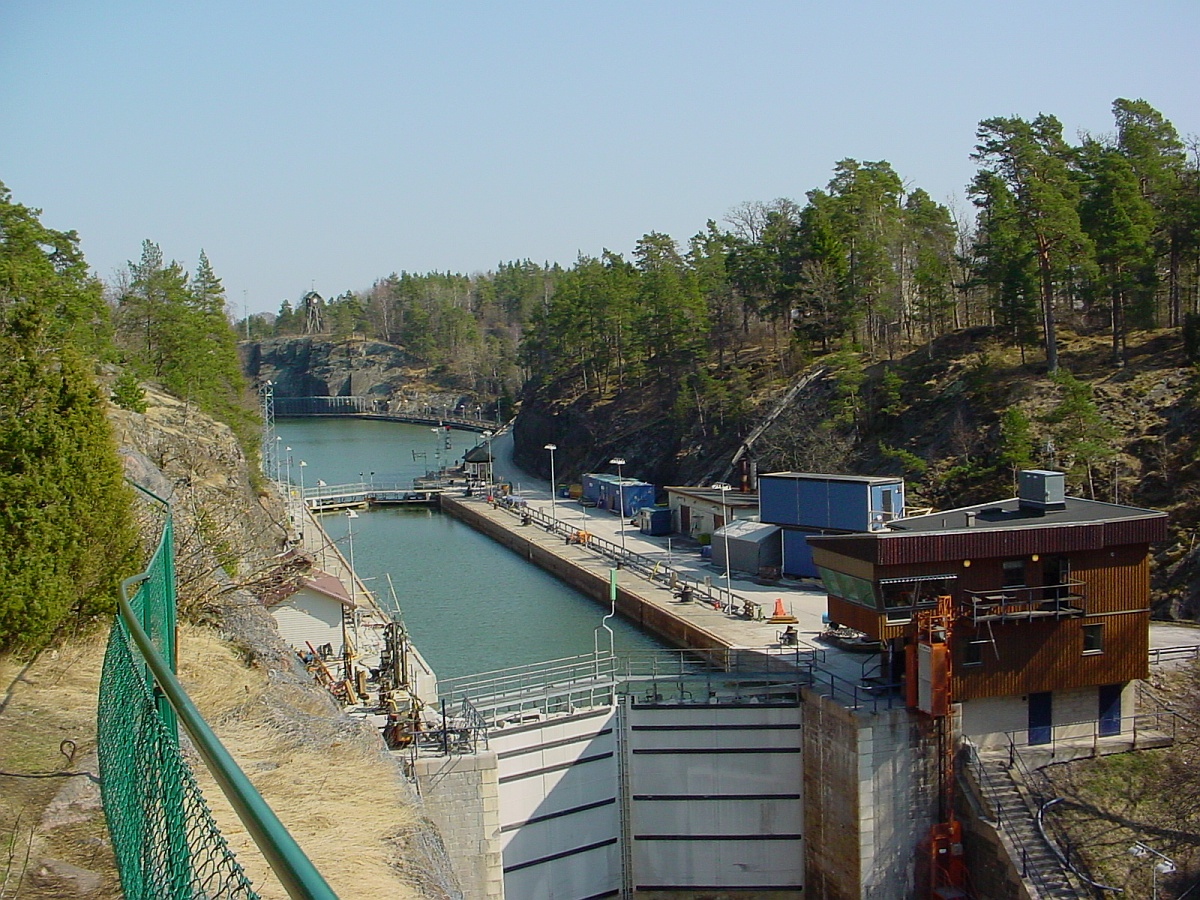
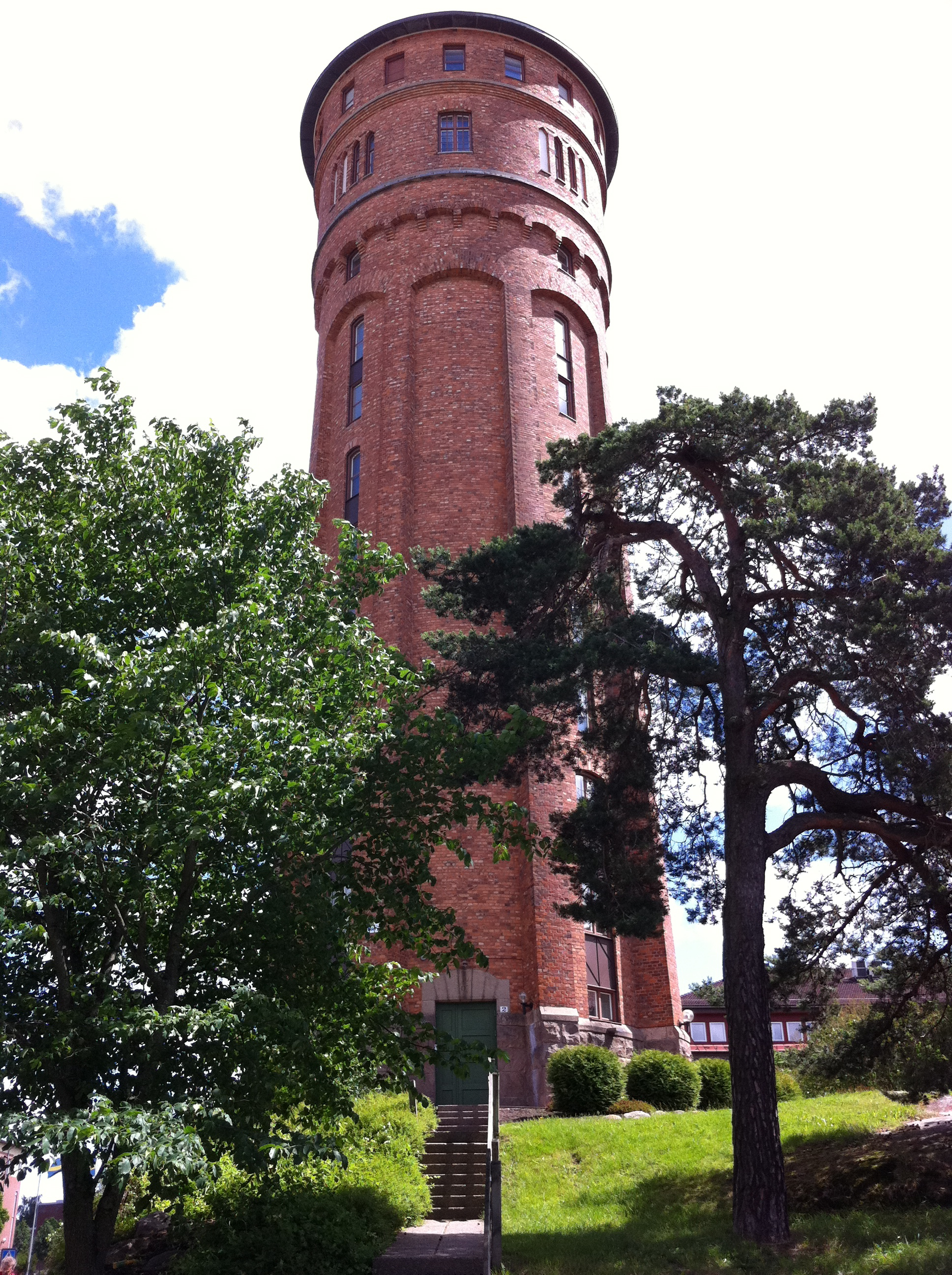
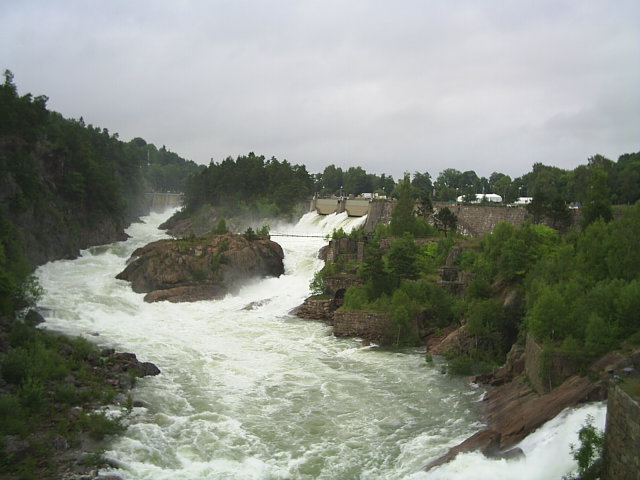

## أعلام
- هاكان ميلد
- فرانك أندرسون
- لينارت هانسون
- إيريكا كارلسون
- يوهان داهلين
- لينارت كارلسون
- أولي لارسون
- جاكوب يوهانسون